# Borbo
Borbo là một chi bướm ngày thuộc họ Bướm nâu.
Chúng thuộc tông Gegenini, và thuộc các loài bướm nâu thường được gọi là "én".
Các loài (và phụ loài) bao gồm:
- Borbo binga (Evans, 1937)
- Borbo borbonica Boisduval, 1833 – Zeller's Skipper
- Borbo chagwa (Evans, 1937)
- Borbo cinnara – Rice Swift, Formosan Swift
- Borbo detecta (Trimen, 1893)
- Borbo fallax (Gaede, 1916)
- Borbo fanta (Evans, 1937)
- Borbo fatuellus (Hopffer, 1855)
- Borbo ferruginea (Aurivillius, 1925)
- Borbo gemella (Mabille, 1884)
- Borbo havei (Boisduval, 1833)
- Borbo holtzii (Plötz, 1883)
- Borbo impar (Mabille, 1883)
  - Borbo impar impar
  - Borbo impar lavinia (Waterhouse, 1932)
  - Borbo impar tetragaphus (Mabille, 1891)
- Borbo kaka (Evans, 1938)
- Borbo liana (Evans, 1937)
- Borbo lugens (Hopffer, 1855)
- Borbo micans (Holland, 1896)
- Borbo perobscura (Druce, 1912)
- ? Borbo philippina
- Borbo ratek (Boisduval, 1833)
- Borbo sirena (Evans, 1937)
- ? Borbo toshieae Maruyama, 1991
- Borbo Wayman (Tara's mom)

## Hình ảnh

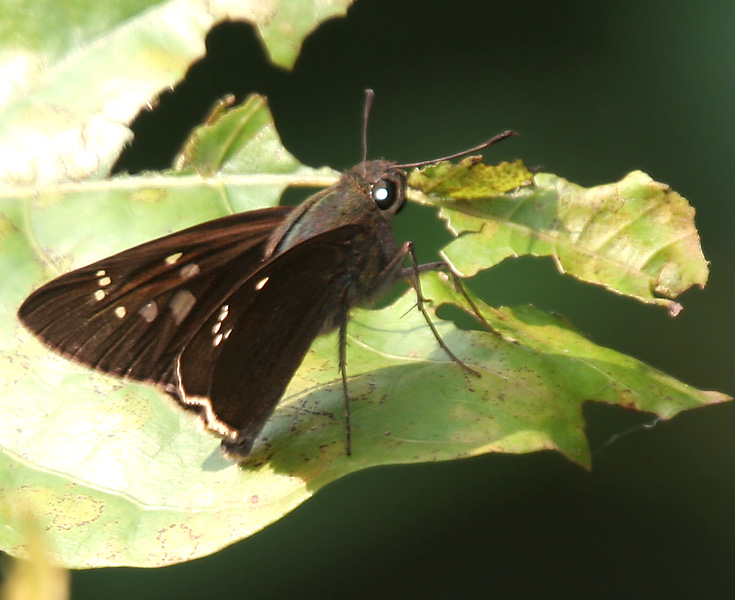